# Oye Sherman
Maria Rovira i Lastra, més coneguda com a Oye Sherman, (Barcelona, 2 de juny de 1990) és una humorista i guionista catalana. Forma part del col·lectiu de monologuistes d'El Soterrani.
Va mostrar interès per l'escriptura i la poesia des de petita, escrivint els seus propis poemes des dels nou anys. Va estudiar a l'escola Súnion, on va fer el batxillerat humanístic i social. Seguidament va cursar un grau en comunicació audiovisual (itinerari de guió) a la Universitat Pompeu Fabra, que inclogué estada a la Università degli Studi Roma Tre.
Ha participat en diferents programes radiofònics, com la tertúlia de l'Estat de Gràcia, de Catalunya Ràdio, i participa a L'irradiador, un programa de literatura d'iCat FM, on condueix la seva secció Sherman & Co. Pel que fa a la televisió, va formar part de la nit dels Òscars, un programa d'humor i d'actualitat emès a TV3, on conduïa una secció per a la qual protagonitzava diferents vídeos sarcàstics. Actualment, participa a l'Està passant. Molt activa a les xarxes socials, especialment Twitter i Youtube, el seu videoblog "Es busca Oye Sherman", protagonitzat i dirigit per ella mateixa i Ariel F. Verba, va guanyar el premi VOC de l'any 2017 a la millor websèrie, i el Premi Pantalles 2018, dins dels premis de la revista digital Núvol a joves creadors. Copresenta el podcast Oye Polo a Ràdio Primavera Sound amb Ana Polo. També realitza amb freqüència monòlegs de temàtica feminista, sovint en col·laboració amb l'humorista Ana Polo. En el terreny literari ha publicat tres poemes en col·laboració amb altres autors a Fred de pomes dolces, i ha participat en un recull dels guanyadors dels Premis Ciutat d'Olot de l'any 2010 en la categoria de poesia. També ha participat en el col·lectiu literari Gilles de Rai.